# Silent disco

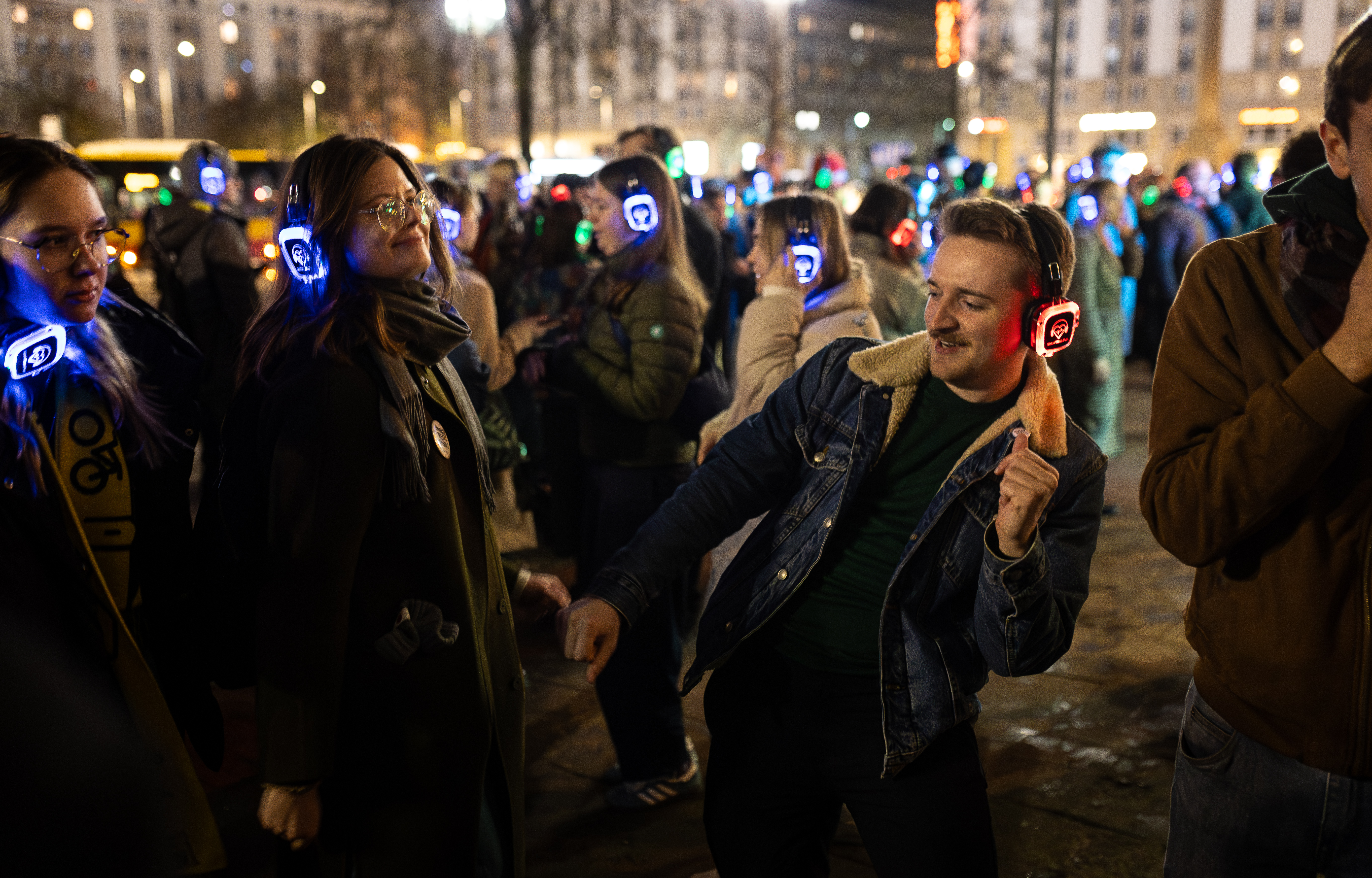
Varsavia (2024)

La discoteca silenziosa (silent disco in inglese) è un particolare tipo di evento musicale durante il quale i partecipanti ballano ascoltando la musica individualmente attraverso cuffie o auricolari. Invece di utilizzare un sistema classico di altoparlanti, la musica viene trasmessa tramite trasmettitori wireless ad alta potenza (UHF-RF) o bluetooth: il segnale viene raccolto e trasmesso nelle cuffie wireless indossate dai partecipanti. Le cuffie wireless per silent disco solitamente hanno più canali di trasmissione (2, 3 o 4 canali), e permettono in questo modo di ascoltare diversi deejay o generi musicali all'interno della stessa area. Le persone senza le cuffie non sentono la musica, dando l'effetto di una stanza piena di persone che ballano nel silenzio (anche se spesso non c'è effettivamente silenzio perché le persone cantano). Le discoteche silenziose sono spesso utilizzate nei festival musicali in quanto consentono di continuare a ballare anche dopo gli orari in cui non è permesso riprodurre musica ad alto volume, evitando l'inquinamento acustico e il disturbo della quiete pubblica.

## Storia
Il primo riferimento alla discoteca silenziosa in una fiction risale al film di fantascienza finlandese Ruusujen Aika ("Il tempo delle rose", 1969), in cui i personaggi indossano delle cuffie durante una festa. L'idea fu realizzata da attivisti per l'ambiente nei primi anni 1990, che utilizzavano le cuffie durante feste all'aperto per ridurre al minimo l'inquinamento acustico ed il disturbo della fauna locale. Nel maggio 2000, durante la trasmissione BBC Live Music, si tenne un "concerto silenzioso" presso il Chapter Arts Center di Cardiff, in cui il pubblico ascoltò il gruppo dei Rocketgoldstar e diversi dj attraverso le cuffie senza fili. Il termine "silent disco" fu coniato nel 2005 al Festival di Glastonbury in Inghilterra, in cui furono utilizzate le cuffie per evitare di violare le restrizioni sull'inquinamento acustico. Il dj Robbie Kowal introdusse il concetto di discoteca silenziosa negli Stati Uniti al Bonnaroo Music & Arts Festival nel 2006. L'Oxford Dictionary ha aggiunto il termine silent disco al proprio sito web nel febbraio 2011.

## Concerto in cuffia o concerto silenzioso
Un concerto in cuffia è una manifestazione di musica dal vivo in cui il pubblico, nella stessa sede dove l'artista esegue la performance, ascolta la musica attraverso le cuffie. L'idea nacque nel 1997, quando Erik Minkkinen, un artista di Parigi, tramise un concerto su internet per tre ascoltatori in Giappone. Il concetto comportò un'organizzazione decentralizzata nota come le placard ("l'armadio" ), che permise di creare una stanza in streaming o di "ascolto senza fili". Il primo concerto in cuffia dal vivo svoltosi di fronte ad un pubblico ebbe luogo il 20 marzo 1999 presso il festival South by Southwest di Austin, Texas. La band psichedelica americana The Flaming Lips, utilizzando i sistemi silent disco, distribuì una cuffia per ogni membro del pubblico. Continuarono poi con il loro tour "International Music Against Brain Degeneration Revue" ottenendo risultati alterni, con problemi tecnici, tra cui batterie scariche e la difficoltà del pubblico a selezionare il canale per sintonizzarsi sulla frequenza corretta. Un altro concerto in cuffia fu eseguito presso il Chapter Arts Centre di Cardiff nell'aprile del 2000 dal gruppo Rocketgoldstar. Tra i principali concerti in cuffia troviamo: lo Shift Festival del 2010 in Svizzera, il Van's Warp Tours 2011-12 nel Nord America, Sensoria 2012 a Sheffield, Regno Unito, il 2012 Bonnaroo Music Festival nel Tennessee e l’Hoxeyville Music Fest a Michigan. Nel 2012, Kid Koala si esibì in concerti in cuffia nel suo "Space Cadet Headphone Concert tour" in tutto il mondo. Una variante del concerto in cuffia prevede una competizione di musica dal vivo in cui il pubblico sceglie quale gruppo ascoltare selezionando i rispettivi canali. Nell'agosto del 2008 si tenne la Battle of the Bands presso The Barfly, locale musicale di Cardiff.

### In Italia
Nel dicembre 2014 fu realizzato, al museo MUSE di Trento, il primo concerto silenzioso italiano: "Not(t)e al MUSE" della mostra "Oltre il limite. Viaggio ai confini della conoscenza"; concerto realizzato dai musicisti Paolo Fresu e Gianluca Petrella. Nel 2015, in occasione di Piano City Milano, venne realizzato per la prima volta un concerto di pianoforte silenzioso con l'ausilio di cuffie wireless: il Silent Wifi Concert (evento ideato dal pianista Andrea Vizzini e realizzato assieme a Yamaha e Silentsystem). Nell'estate 2017 il Silent Wifi Concert fu scelto come evento di inaugurazione del Festival Internazionale del Vittoriale presso il Vittoriale degli Italiani, richiamando oltre 2000 spettatori. Il 26 maggio 2018, sempre al Vittoriale degli italiani ed in occasione del festival musicale Tener-A-Mente, c'è stata la prima vera evoluzione del concerto silenzioso: un triplice concerto eseguito dal vivo, con le speciali attrezzature Silentsystem,  da diversi musicisti: il trio Jazz di Kekko Fornarelli, pianoforte classico con il pianista Andrea Vizzini, e la musica elettronica del DJ Alessio Bertallot; con una presenza di oltre 4.000 persone è stato il più grande concerto silenzioso mai realizzato prima.